# Сідні Фокс
Сідні Фокс (англ. Sidney Fox; 10 грудня 1907 — 14 листопада 1942), при народженні Лейфер (Sidney Leifer) — американська акторка, популярна на початку 1930-х.

## Біографія
Народилася 10 грудня 1907 року в Нью-Йорку. У 1931 році дебютувала в кіно, отримавши головну роль в драмі «Погана сестра», де другу головну роль виконувала інша дебютантка — Бетті Девіс. У тому ж році Сідні Лейфер увійшла в список WAMPAS Baby Stars, куди щорічно обиралися молоді акторки, що подають надії.
Її кар'єра розвивалася досить успішно. За чотири роки отримувала переважно провідні ролі, а її партнерами були відомі актори тих років — Бела Лугоши («Вбивства на вулиці Морг», 1932), Пол Лукас («Абсолютно безчесно», 1931), Воррен Вільям («Мундштук», 1932) та інші. 
У 1932 році одружилася зі сценаристом Чарльзом Бихом. Через два роки, з'явившись всього в 14 картинах, несподівано пішла з кіно, а 14 листопада 1942, у 34 роки, покінчила життя самогубством, прийнявши велику дозу снодійного.

## Вибрана фільмографія
1. 1931: Погана сестра / The Bad Sister — Меріанн Медісон
2. 1932: Вбивства на вулиці Морг / Murders in the Rue Morgue — мадмуазель Камілла Л'Епане